# 聖伊格納西奧區 (秘魯)

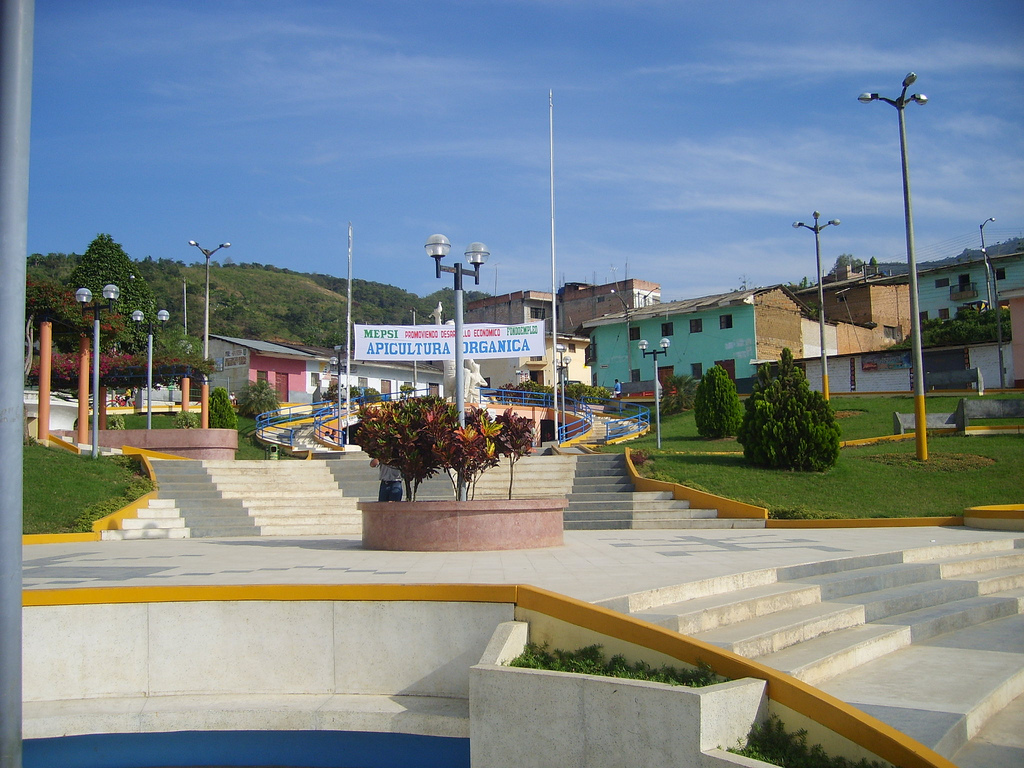

5°08′42″S 79°00′02″W / 5.1451°S 79.0005°W
聖伊格納西奧區（西班牙語：Distrito de San Ignacio），是秘魯的一個區，位於該國北部卡哈馬卡大區的聖伊格納西奧省，始建於1857年1月2日，面積381.9平方公里，海拔高度1,324米，2005年人口31,771，人口密度每平方公里83人。